# Artur Malicki
Artur Malicki (ur. 11 czerwca 1972 w Oświęcimiu, zm. 14 lutego 2001 w Piekarach Śląskich) – polski hokeista, wychowanek i zawodnik Unii Oświęcim, reprezentant Polski.

## Kariera klubowa
- Unia Oświęcim (1991-2001)

Wychowanek i wieloletni zawodnik Unii Oświęcim. W jej barwach wystąpił w niespełna 400 spotkaniach, w których strzelił 92 gole i uzyskał 86 asyst.
Był reprezentantem Polski kadr: do lat 18 (wystąpił na turnieju mistrzostw Europy juniorów w 1990), do lat 20 (wystąpił na turniejach mistrzostw świata juniorów Grupy B w 1991, 1992) oraz seniorskiej kadry (wystąpił na turniejach mistrzostw świata Grupy B w 1999).
14 stycznia 2001 został potrącony przez auto na przejściu dla pieszych. Miesiąc później 14 lutego 2001 zmarł w Wojewódzkim Szpitalu Chirurgii Urazowej im. Janusza Daaba w Piekarach Śląskich. 18 lutego 2001 został pochowany na cmentarzu komunalnym w Oświęcimiu (homilię podczas mszy pogrzebowej wygłosił były hokeista, ks. Paweł Łukaszka).
Był żonaty. Jego syn Patryk (ur. 1995) także jest hokeistą.
Od 2012 w Oświęcimiu jest organizowany hokejowy Memoriał im. Artura Malickiego (pierwszy odbył się w lutym 2012, drugi w listopadzie 2012).

## Sukcesy
Klubowe
- Złoty medal mistrzostw Polski: 1992, 1998, 1999, 2000, 2001 z Unią Oświęcim
- Srebrny medal mistrzostw Polski: 1991, 1993, 1994, 1995, 1996, 1997 z Unią Oświęcim
- Puchar Polski: 2000 z Unią Oświęcim

Indywidualne
- Puchar Polski w hokeju na lodzie 2000:
  - Zwycięski gol w meczu finałowym Unia Oświęcim – Podhale Nowy Targ (4:0) 11 listopada 2000[12]